# Hárskút, Veszprém
Hárskút  este un sat în districtul Veszprém, județul Veszprém, Ungaria, având o populație de 689 de locuitori (2011). 

## Demografie
Componența etnică a satului Hárskút
     Maghiari (88,14%)
     Germani (10,88%)
     Necunoscut (0,99%)
     Alții (0,99%)
Componența confesională a satului Hárskút
     Romano-catolici (68,07%)
     Fără religie (6,24%)
     Reformați (2,18%)
     Atei (1,31%)
     Necunoscută (21,34%)
     Luterani (0,87%)
Conform recensământului din 2011, satul Hárskút avea 689 de locuitori. Din punct de vedere etnic, majoritatea locuitorilor (88,14%) erau maghiari, cu o minoritate de germani (10,88%). Apartenența etnică nu este cunoscută în cazul a 0,99% din locuitori.  Din punct de vedere confesional, majoritatea locuitorilor (68,07%) erau romano-catolici, existând și minorități de persoane fără religie (6,24%), reformați (2,18%) și atei (1,31%). Pentru 21,34% din locuitori nu este cunoscută apartenența confesională.